# Eric C. Hiscock
Eric C. Hiscock (* 14. März 1908; † 15. September 1986 in Whangārei) war ein mehrfacher Weltumsegler und Buchautor.

## Leben
Er wurde am 14. März 1908 geboren und starb am 15. September 1986 auf seinem Schiff Wanderer V in Whangārei / Neuseeland. Seine Frau Susan lebte noch eine Zeit weiter auf dem Schiff, bis sie zurück nach England ging.

## Seglerische Leistungen
Von Juli 1952 bis Juli 1955 und nochmals von Juli 1959 bis August 1962 segelten die Hiscocks westwärts mit Wanderer III um die Welt. 1968 verkauften die Hiscocks Haus und Grund auf der Insel Wight (England), um fortan nur noch zu segeln. Von Mai 1974 bis September 1976 segelten sie mit der Wanderer IV ostwärts um den Globus.

## Werke
Das Buch „Segeln in Küstengewässern“ ist 1962 erschienen und gilt noch heute als unverzichtbares Standardwerk der klassischen Fahrtensegler. Es behandelt die Themen Bootsbau, Takelage, Einrichtung und Ausrüstung sowie praktische Seemannschaft und Navigation und gibt viele nützliche Tipps.